# سم بیزلی
سم بیزلی (انگلیسی: Sam Beazley؛ زادهٔ ۲۹ مارس ۱۹۱۶ - درگذشته ۱۲ ژوئیهٔ ۲۰۱۷) بازیگر و خواننده اهل بریتانیا است.
از فیلم‌ها یا برنامه‌های تلویزیونی که وی در آن نقش داشته است، می‌توان به مادام سوشاتسکا (۱۹۸۸)، هری پاتر و محفل ققنوس (۲۰۰۷)،  نکته باریک (۲۰۰۴) و جانی اینگلیش (۲۰۰۳) اشاره کرد.